# Clubiona limpida
Clubiona limpida este o specie de păianjeni din genul Clubiona, familia Clubionidae, descrisă de Simon, 1897. Conform Catalogue of Life specia Clubiona limpida nu are subspecii cunoscute.